# Liste der Ehrenbürger von Jena
Die folgende Übersicht enthält alle Personen (z. Zt. sind es 79; Stand: 2017), die von der Stadt Jena die Ehrenbürgerwürde verliehen bekamen. Die Auflistung erfolgt in der Reihenfolge der Verleihung.

## Ehrenbürger

### Verleihungen im 19. Jh.
1. Johann Karl Eduard Schwarz (* 20. Juni 1803 in Halle (Saale); † 18. Mai 1870 in Jena); Professor der Theologie, Kirchenrat und Superintendent; verliehen am 1. Februar 1837
2. Carl Wilhelm Schenk; Landesjustizrat, Mitglied des Stadtrates; verliehen am 19. Juni 1838; Ernennung bei seinem Wegzuges von Jena „in dankbarer Anerkennung seines segensreichen Wirkens während der Amtsführung in der Stadt Jena“.
3. Franz Liszt (* 22. Oktober 1811 in Raiding, Burgenland; † 31. Juli 1886 in Bayreuth); Komponist; verliehen am 27. Oktober 1842; Anlass war ein Konzert, welches Liszt in den Rosensälen zum Besten der Kleinkinderbewahranstalt gegeben hatte.
4. Moritz Seebeck (* 8. Januar 1805 in Jena; † 7. Juni 1884 in Jena); Geheimer Staatsrat, Kurator der Universität Jena; verliehen am 9. Juli 1858; Ernennung zur 300–Jahrfeier der Universität als Anerkennung seiner Verdienste um die Hochschule und der Stadt.
5. Jakob Michelsen (* 31. Mai 1801 in Satrup; † 11. Februar 1881 in Schleswig); Geheimer Justiz- und Oberappellationsgerichtsrat; verliehen am 16. August 1861 lt. Ehrenbürgerurkunde; Ernennung bei seinem Ausscheiden aus seiner Hochschultätigkeit.
6. Eduard Hoepfner († 2. April 1871 in Jena); Konrektor, Knabenlehrer in Jena; verliehen am 28. Februar 1864; Ernennung zu seinem 50-jährigen Dienstjubiläum als „treubewährter Lehrer, der sich ununterbrochen 50 Jahre der Jugend unserer Stadt gewidmet hat“.
7. Friedrich Ortloff (* 10. Oktober 1797 in Erlangen; † 10. Oktober 1868 in Jena); Oberappellationsgerichtspräsident in Jena; verliehen am 19. Juli 1866; Ernennung zum 50. Dienstjubiläum: „Seit langen Jahren hochverdienter Angehöriger der Stadt Jena und gelehrter Forscher des vaterländischen Rechts“.
8. Christian Schüler (* 27. März 1798 in Schleusingen; † 1. Juni 1874 in Jena); Oberappellationsgerichtsrat und Universitätsprofessor; verliehen am 17. Januar 1870; Ernennung zum goldenen Dienstjubiläum als „verdienstvoller Bürger unserer Stadt“.
9. Christian Klopfleisch (* 20. Februar 1799 in Niedertrebra; † 21. Juni 1881 in Jena); Archidiakonus in Jena; verliehen am 25. November 1874; Ernennung zum goldenen Dienstjubiläum als „treuer Seelsorger, unermüdlicher Tröster, Berater und Helfer der Armen und Kranken“.
10. Friedrich Johannes Frommann (* 9. August 1797 in Züllichau; † 6. Juni 1886 in Jena); Verlagsbuchhändler; verliehen am 8. April 1875; Ernennung zum 50-jährigen Geschäftsjubiläum für seine „Verdienste um den deutschen Buchhandel und unermüdliche Tätigkeit in Staat und Gemeinde“.
11. Carl Botz (* 18. August 1804 in Weimar; † 6. September 1890 in Jena); Großherzoglicher Baurat in Jena; verliehen am 1. Juni 1875; Ernennung zum 50-jährigen Dienstjubiläum für „Verdienste um die Verschönerung durch Anlage von Wegen in der näheren Umgebung von Jena“.
12. Karl August von Hase (* 25. August 1800 in Niedersteinbach; † 3. Januar 1890 in Jena); Geheimer Rat, Universitätsprofessor und Kirchenhistoriker; verliehen am 15. Juli 1880; Ernennung zum goldnen Professorjubiläum.
13. Eduard Netz (* 7. März 1807 in Jena; † 12. Februar 1893 in Jena); Bürgerschullehrer; verliehen am 22. Mai 1882; Ernennung zum 50-jährigen Lehrerjubiläum: „Um den Schulunterricht in Jena besonders verdienter Lehrer, der sich allgemeiner Hochachtung erfreute“.
14. Franz Jordan von Ried (* 11. Februar 1810 in Kempten; † 11. Juni 1895 in Jena); Wirklicher Geheimer Rat, Exzellenz, Professor der Chirurgie in Jena; verliehen am 8. September 1882; Ernennung zum goldenen Doktorjubiläum.
15. Otto Devrient (* 3. Oktober 1838 in Berlin; † 23. Juni 1894 in Stettin); Schauspieldirektor und Dichter; verliehen am 9. November 1883; Ernennung beim „Luther“–Festspiel.
16. Hermann Koch (* 18. Oktober 1814 in Jena; † 9. Dezember 1902 in Jena); Kommerzienrat, Kaufmann; verliehen am 16. Juli 1890; Ernennung zum 50-jährigen Bürgerjubiläum: „in ehrender Anerkennung seiner kaufmännischen Tüchtigkeit, seiner hervorragenden Wirksamkeit im öffentlichen Leben unserer Stadt und seiner Stiftung für die Michaeliskirche“.
17. Otto von Bismarck (* 1. April 1815 in Schönhausen; † 30. Juli 1898 in Friedrichsruh bei Hamburg); Reichskanzler; verliehen am: 29. Juli 1894; Ernennung zum Jena–Besuch am 30. und 31. Juli 1894.
18. Emil Schenk (* 21. Juni 1821 in Legefeld; † 12. Mai 1902 in Weimar); Geheimer Staatsrat, Ministerialdirektor in Weimar; verliehen am 16. Juni 1895; Ernennung zum 50-jährigen Dienstjubiläum: „Er hat sich einst als hiesiger Oberbürgermeister durch Gründung der Gasanstalt verdient gemacht“.
19. Karl Gille (* 8. Oktober 1813 in Jena; † 6. August 1899 ebenda); Geheimer Hof-, Justiz und Oberappellationsgerichtsrat; verliehen am 26. September 1895; Ernennung zum goldnen Bürgerjubiläum: „Verdienste um das hiesige Musikleben“.
20. Horst Lommer (* 20. August 1824 in Wichmar; † 15. August 1905 in Jena); Oberstaatsanwalt; verliehen am 17. Juli 1896; Ernennung zum 50-jährigen Dienstjubiläum: „wegen seiner Verdienste um die Verschönerung der Umgebung der Stadt“.
21. Karl von Brüger (* 6. September 1822 in Jena; † 29. März 1905 ebenda); Wirklicher Geheimer Rat, Exzellenz, Oberlandesgerichtspräsident; verliehen am 25. Juni 1897; Ernennung zum 50-jährigen Dienstjubiläum.

### Verleihungen im 20. Jh.
1. Karl Born (* 16. Juli 1825 in Apolda; † 4. August 1909 in Weimar); Geheimer Regierungsrat, Großherzoglicher Direktor des III. Verwaltungsbezirkes; verliehen am 17. Mai 1900; Ernennung beim Ausscheiden aus dem Staatsdienst „für sein verdienstvolles Wirken um die Interessen unserer Stadt“.
2. Adolf Hilgenfeld (* 2. Juni 1823 in Stappenbeck; † 12. Januar 1907 in Jena); Geheimer Kirchenrat, Theologieprofessor; verliehen am 28. Mai 1901; Ernennung zum 50-jährigen Bürgerjubiläum „in Anerkennung seiner wissenschaftlichen Verdienste“.
3. Gustav Fischer (* 23. Dezember 1845 in Altona; † 22. Juli 1910 in Jena); Geheimer Kommerzienrat, Verlagsbuchhändler; verliehen am 19. Dezember 1902; Ernennung zum 25-jährigen Geschäftsjubiläum „zum Dank für seine langjährige Mitarbeit im Stadtrate und seine hochherzige Förderung der Stadt- und Universitätsinteressen“.
4. Bernhard Sigmund von Schultze–Jena (* 29. Dezember 1827 in Freiburg; † 17. April 1919 in Jena); Wirklicher Geheimer Rat, Exzellenz, Professor für Gynäkologie in Jena; verliehen am 27. März 1903; Ernennung bei seinem Ausscheiden aus seiner akademischen Lehrtätigkeit.
5. Moritz Seidel (* 1. Oktober 1836 in Kahla; † 2. Juli 1912 in Jena); Geheimer Medizinalrat, Professor in Jena; verliehen am 1. Oktober 1906; Ernennung zu seinem 70. Geburtstag: „als hervorragender Gelehrter und Menschenfreund“.
6. Oscar Zachau (* 23. Oktober 1836 in Guthmannshausen; † 10. Februar 1920 in Jena); Bürgerschuldirektor; verliehen am 23. Oktober 1906; Ernennung zu seinem 70. Geburtstag: zum „Dank für seine Verdienste um die Entwicklung des hiesigen Volksschulwesens“.
7. Otto Schott (* 17. Dezember 1851 in Witten; † 27. August 1935 in Jena); Gründer und Leiter der Glashütte (des Glaswerkes); verliehen am 1. August 1908; Ernennung zur Feier des 350-jährigen Bestehens der Universität: „für seine Verdienste um die heimische Industrie und seine reichen Zuwendungen zum neuen Universitätsbau“.
8. Berthold Delbrück (* 26. Juli 1842 in Putbus, Rügen; † 3. Januar 1922 in Jena); Professor in Jena, Philologe (Sprachforscher); verliehen am 1. August 1908; „Hervorragender Gelehrter und Forscher, der zugleich für alle größeren nationalen Fragen erfolgreich eingetreten ist.“
9. Karl Rothe (* 10. Juli 1848 in Großrudestedt; † 28. April 1921 in Eisenach); Wirklich Geheimer Rat, Exzellenz, Staatsminister; verliehen am 1. August 1908; hat sich um die Stadt und Universität die größten Verdienste erworben.
10. Heinrich von Eggeling (* 15. Februar 1838 in Helmstedt; † 2. März 1911 in Jena); Universitätskurator, Wirklicher Geheimer Rat, Exzellenz; verliehen am 1. August 1908
11. Ernst Haeckel (* 16. Februar 1834 in Potsdam; † 9. August 1919 in Jena); Wirklicher Geheimrat, Exzellenz, Universitätsprofessor; verliehen am 1. August 1908; berühmt als Gelehrter und Gründer des Phyletischen Museums.
12. Carl Blomeyer (* 16. März 1844 in Meiningen; † 18. Mai 1910 in Jena); Oberlandesgerichtspräsident; verliehen am 6. Januar 1910 Ernennung zu seiner Pensionierung: „Er hat sich besonders um die thüringische Rechtspflege verdient gemacht“.
13. Eduard Dornbluth (* 15. Juni 1833 in Jena; † 17. Oktober 1913 ebenda); Bürgermeister in Jena; verliehen am 22. Juli 1913; Ernennung an seinem 60. Geburtstag „in Anerkennung seiner hervorragenden Wirksamkeit im öffentlichen Leben unserer Stadt“.
14. Karl Netz (* 22. Juni 1852 in Jena; † 12. Januar 1927 ebenda); Fabrikant in Jena; verliehen am 30. Oktober 1913; Ernennung beim Ausscheiden aus dem Gemeinderat, dem er 30 Jahre lang angehört hatte.
15. Max Fischer (* 9. September 1857 in Coburg; † 19. Juli 1930 in Jena); Geschäftsleiter der Firma Carl Zeiss; verliehen am 1. Februar 1915; Ernennung nach 25-jähriger segensreicher Tätigkeit in Jena.
16. Rudolf Christoph Eucken (* 5. Januar 1846 in Aurich; † 15. September 1926 in Jena); Geheimer Rat, Professor in Jena, Nobelpreisträger für Literatur (1908), Vater von Walter Eucken; verliehen am 5. Januar 1916; Ernennung an seinem 70. Geburtstag, nachdem er 41 Jahre lang „als Zierde der Hochschule zum Ruhme der Stadt“ beigetragen hat.
17. Paul von Beneckendorff und von Hindenburg (* 2. Oktober 1847 in Posen; † 2. August 1934 auf Gut Neudeck); Generalfeldmarschall, Exzellenz, Reichspräsident; verliehen am 2. Oktober 1917; Ernennung an seinem 70. Geburtstag.
18. August Gärtner (* 18. April 1848 in Ochtrup; † 21. Dezember 1934 in Jena); Geheimrat, Professor; verliehen am 18. April 1918; Ernennung an seinem 70. Geburtstag, zum Dank für seine Förderung namentlich der Gesundheitsverhältnisse unsrer Stadt.
19. Christian Heinrich Lorenz Timler (* 12. September 1858 in Jena; † 6. April 1933 ebenda); Stadtrat und Kaufmann; verliehen am 12. September 1918; Ernennung an seinem 60. Geburtstag, zum Dank für die wertvollen Dienste, die er der Stadt geleistet hat.
20. Eduard Rosenthal (* 6. September 1853 in Würzburg; † 25. Juni 1926 in Jena); Geheimer Justizrat und Professor; verliehen am 27. April 1920; Ernennung als „Wohltäter der Stadt, edler Menschenfreund, Bildner der Verfassung des Landes Thüringen“.
21. Hermann Stapff (* 25. August 1852 in Geisa; † 22. Juni 1928 in Jena); Justizrat und Rechtsanwalt; verliehen am: 21. Dezember 1920; Ernennung zur 25-jährigen Mitgliedschaft im Gemeinderat.
22. Eugen Diederichs (* 22. Juni 1867 in Löbitz; † 10. September 1930 in Jena); Verlagsbuchhändler; verliehen am 22. Juni 1927; Ernennung an seinem 60. Geburtstag, wegen seiner großen Verdienste um den Verlagsbuchhandel und um das kulturelle und geistige Gesicht unserer Stadt.
23. Wilhelm Rein (* 10. August 1847 in Eisenach; † 19. Februar 1929 in Jena); Geheimer Rat und Professor; verliehen am 10. August 1927; Ernennung an seinem 80. Geburtstag, als Vorkämpfer für das Volkshochschulwesen, Begründer der Ferienkurse und Volksunterhaltungsabende.
24. Franz Gresitza (* 30. April 1859 in Potsdam; † 25. Mai 1933 in Jena); Werkmeister; verliehen am 30. April 1929; Ernennung an seinem 70. Geburtstag, nachdem er 26 Jahre lang Stadtratsmitglied, jahrelang stellvertretender Stadtratsvorsitzender gewesen war.
25. Wilhelm Pitt (* 9. Oktober 1862 in Wernigerode; † 5. Dezember 1935 in Jena); Juwelier; verliehen am 9. Oktober 1932; Ernennung an seinem 70. Geburtstag, nachdem er drei Jahrzehnte hindurch selbstlos in allen städtischen Belangen mitgearbeitet und 10 Jahre lang ehrenamtlicher Beigeordneter gewesen war.
26. Grete Unrein, geb. Abbe (* 18. November 1872 in Jena; † 5. November 1945 in Jena); verliehen am 18. November 1932; Ernennung an ihrem 60. Geburtstag, zum Dank für ihre unermüdliche Tätigkeit in allen gemeinnützigen Fragen und Einrichtungen unserer Stadt.
27. Gustav Lemnitz (* 8. Februar 1869; † 2. Februar 1952 in Jena); verliehen am 15. Dezember 1932; über 30 Jahre Stadtratsmitglied.
28. Adolf Hitler (* 20. April 1889 in Braunau am Inn; † 30. April 1945 in Berlin (Suizid)); „Führer und Reichskanzler“; verliehen am 20. April 1933; ausdrücklich durch Stadtratsbeschluss aberkannt
29. Wilhelm Frick (* 12. März 1877 in Alsenz; † 16. Oktober 1946 in Nürnberg); deutscher nationalsozialistischer Politiker und Funktionär, MdR, Vorsitzender der Reichstagsfraktion, Innenminister von Thüringen; verliehen am: 20. April 1933, aberkannt am 28. November 1946
30. Fritz Sauckel (* 27. Oktober 1894 in Haßfurt; † 16. Oktober 1946 in Nürnberg); deutscher nationalsozialistischer Politiker und Funktionär, Gauleiter und Reichsstatthalter von Thüringen; verliehen am 20. Juni 1936, aberkannt am 18. November 1946
31. Kurt Gräfe; Arbeiter; verliehen am 27. November 1938, aberkannt am 18. November 1946; Stadtrat Jena (NSDAP-Fraktion)
32. Eduard Heintz (* 26. März 1881 in Stützerbach; † 22. November 1974 in Jena); Glasmacher, Gemeinderatsmitglied, Bruder von Albert Heintz; verliehen am 16. November 1946; Verdienste als Vertrauensmann und Repräsentant
33. Friedrich Schomerus (* 2. Januar 1876 in Marienhafe; † 20. April 1963 in Jena); Stadtratsmitglied, Mitbegründer der Volkshochschule, Mitglied der Geschäftsleitung und Bevollmächtigter der Carl-Zeiss-Stiftung; verliehen am 16. November 1946
34. Jussuf Ibrahim[1]; (* 27. Mai 1877 in Kairo; † 3. Februar 1953 in Jena); Leiter der Kinderklinik; verliehen am 27. Mai 1947; Ernennung an seinem 70. Geburtstag; aberkannt
35. Albert Heintz (* 25. Mai 1879 in Stützerbach; † 21. März 1962 in Jena); Geschäftsleiter Jenaer Glaswerk Schott & Gen., Bruder von Eduard Heintz; verliehen am 25. Mai 1949
36. Hermann Pistor (* 6. September 1875 in Sonneberg; † 2. Oktober 1951 in Jena); verliehen am 6. September 1950; Verdienste Augenoptik
37. Johannes R. Becher (* 22. Mai 1891 in München; † 11. Oktober 1958 in Berlin); verliehen am: 22. Mai 1951
38. Josef Hämel (* 1894; † 1969); verliehen am 18. November 1954; Verdienste um Volksgesundheit und Universität; Am 12. November 1958 Aberkennung wegen „ungesetzlichen Grenzübertritts“ am 21. August 1958, Rehabilitierung am 20. März 1991
39. Richard Zimmermann (* 31. Dezember 1876 in Dresden; † 11. Juli 1969 in Jena); verliehen am 27. Dezember 1956, Verdienste um die DDR, aberkannt am 20. März 1991
40. Otto Wagner (* 4. Oktober 1877 in Reichenhausen, Kreis Bad Salzungen; † 1. Dezember 1962 in Jena); von 1919 bis 1933 Oberbürgermeister von Breslau, kommissarischer Oberbürgermeister von Jena nach 1945; verliehen am 4. Oktober 1957
41. Gertrud Morgner (* 8. August 1887 in Gera; † 20. Juli 1978 in Berlin); verliehen am 4. Januar 1959; Mitbegründerin der KPD in Jena
42. Hugo Schrade (* 4. August 1900 in Ludwigsburg/Württemberg; † 18. August 1974 in Jena); Zeiss–Direktor; verliehen am 4. August 1965
43. Iwan Sasonowitsch Kolesnitschenko (* 19. März 1907; † August 1984 in Moskau); Stadtkommandant, SMA-Chef Thüringens; verliehen am 7. Oktober 1969
44. Max Steenbeck (* 21. März 1904 in Kiel; † 15. Dezember 1981 in Berlin); Physiker, Direktor des Institutes für Magnetohydrodynamik Jena; verliehen am 7. Oktober 1969
45. Fritz Kunst (* 12. November 1899 in Greiz; † 13. Oktober 1979 in Jena); Oberbürgermeister (1953–1960); verliehen am 12. November 1969, aberkannt am 20. März 1991
46. Lydia Poser (* 30. Januar 1909; † 30. Dezember 1984 in Jena); Bürgermeisterin (ab 30. Juni 1946), Vorsitzende des Rates des Bezirkes (1952–1959), Frau von Magnus Poser; verliehen am 30. Januar 1974, aberkannt am 20. März 1991
47. Wolfgang Biermann (* 29. November 1927 in Leipzig; † 18. Juli 2001); Kombinatsdirektor VEB CARL ZEISS JENA (Oktober 1975 – Februar 1990); verliehen am 27. September 1989, aberkannt am 20. März 1991
48. Erika Jante–Richter; SED-Kreisleitungschefin; verliehen am 27. September 1989, aberkannt am 20. März 1991
49. Walter Windrich (* 28. Oktober 1924 in Eulau-Merzdorf (Sudetenland); † 2014); Oberbürgermeister (1963–1987); verliehen am 27. September 1989, aberkannt am 20. März 1991
50. Günther Drefahl (* 11. Mai 1922 in Rostock; † 28. Juli 2013 in Jena); Rektor der Universität (1962–1968), Präsident des DDR-Friedensrates (1969–1989); verliehen am 27. September 1989, aberkannt am 20. März 1991
51. Friedrich Hund (* 4. Februar 1896 in Karlsruhe; † 31. März 1997 in Göttingen); deutscher Physiker, Professor in Jena, Rektor der FSU (1948); verliehen am 5. Juli 1996
52. Lothar Späth[2] (* 16. November 1937 in Sigmaringen; † 18. März 2016 in Stuttgart); Er wurde im Juni 1991 Geschäftsführer der Jenoptik GmbH in Jena (früher Carl–Zeiss-Jena) und führte diese im Januar 1996 als Vorstandsvorsitzender unter der Bezeichnung Jenoptik AG an die Börse. Seine Tätigkeit endete im Juni 2003. Verliehen am 18. November 1997

### Verleihungen im 21. Jh.
1. Walter Scheler[3] (* 18. April 1923 in Sonneberg; † 19. August 2008 in Jena); Rentner; verliehen am 11. Juni 2003 (Amtsblatt der Stadt Jena. 23/03, Beschl.-Nr. 03/05/47/1138); verliehen persönlich und stellvertretend für die Opfer und politisch Verfolgten im Zusammenhang mit dem Volksaufstand in der DDR am 17. Juni 1953 und der SED-Diktatur.
2. Wolfgang Meyer[4] (* 6. Mai 1946 in Langewiesen); Geschäftsführer der SCHOTT JENAer GLAS GmbH; verliehen am 6. Juli 2005; verliehen für sein Engagement zur Rettung des Schott-Standortes Jena und auf dem Gebiet von Kultur, Bildung und Sport.
3. Gerd Schuchardt; (* 11. März 1942 in Erfurt); stellv. Ministerpräsident a. D.; verliehen am: 25. Juni 2008; verliehen für seine außerordentlichen Verdienste um den Erhalt und die Weiterentwicklung des Wissenschaftsstandortes Jena
4. Klaus-Peter Hertzsch; (* 24. September 1930 in Jena; † 25. November 2015 in Jena); Studentenpfarrer und Generalsekretär der ESG, Professor für Praktische Theologie an der Friedrich-Schiller-Universität Jena; verliehen am 2. Februar 2011; verliehen für außerordentliche Verdienste als praktischer Theologe, akademischer Lehrer, menschlicher Begleiter der Studenten, Buchautor und Mahner, in Anerkennung seines öffentlichen Wirkens zum Wohle der Stadt Jena.[5][6]
5. Franz-Ferdinand von Falkenhausen; (* 1. September 1945 in Passau); promovierter Maschinenbauer; bis 2007 Geschäftsführer der Carl Zeiss Jena GmbH; verliehen am 8. Februar 2013; verliehen für Verdienste um das Zeiss-Werk und sein großes ehrenamtliches Engagement im Jenaer Kirchbauverein zum Wohle der Stadt Jena, insbesondere für die Sanierung der Stadtkirche St. Michael.[7][8]
6. Peter Röhlinger; (* 8. Februar 1939 in Jena); Oberbürgermeister von 1990 bis 2006; verliehen am 26. Februar 2016[9]